# NGC 194
NGC 194는 물고기자리에 위치한 타원 은하이다. 1790년 12월 25일, 윌리엄 허셜에 의해 발견되었다.